# Martes zibellina tomensis
Martes zibellina tomensis es una subespecie de  mamíferos carnívoros  de la familia Mustelidae,  subfamilia Mustelinae.

## Distribución geográfica
Se encuentra al oeste de Siberia.